# La Soledad, San Martín Chalchicuautla
La Soledad är en ort i Mexiko.   Den ligger i kommunen San Martín Chalchicuautla och delstaten San Luis Potosí, i den sydöstra delen av landet, 210 km norr om huvudstaden Mexico City. La Soledad ligger 128 meter över havet och antalet invånare är 356.
Terrängen runt La Soledad är platt söderut, men norrut är den kuperad. Runt La Soledad är det ganska tätbefolkat, med 96 invånare per kvadratkilometer. Närmaste större samhälle är Tamazunchale, 18,4 km väster om La Soledad. Omgivningarna runt La Soledad är en mosaik av jordbruksmark och naturlig växtlighet.